# Tyuyamunit
Tyuyamunitul este un mineral de tip vanadat hidratat de uranil și calciu cu formula chimică Ca(UO2)2(VO4)2·5-8H2O. Este un mineral radioactiv rar, de culoare verzuie, prezentând similituni structurale cu carnotitul.

## Istorie
A fost descris pentru prima dată de mineralogul rus A. Nenadkevitch în anul 1912.

## Origini și răspândire
Numele provine de la localitatea unde a fost descoperit, anume localitate tip Tyuya-Muyun în Kârgâzstan. Acesta este un foarte rar mineral și se găsește în zonele de oxidare. O ocurență notabilă este Platoul Colorado.
Se formează ca produsul modificării depozitelor de uraniu și vanadiu și este în abundență în regiunile în care există carnotit, sau în roci cu calcit și gips. Minerale asociate sunt metatyuyamunitul, carnotitul, corvusitul, uranofanul, volborthitul sau ipsosul.

## Caracteristici și proprietăți
Mineralul tyuyamunit este foarte strâns legat ca structură cu mineralul carnotit, ce are formula chimică K2(UO2)2(VO4)2·1-3H2O.
Structura chimică este, deci, foarte similară; diferența dintre cele două este că tyuyamunit conține calciu, iar carnotitul conține potasiu, iar amândouă sunt minerale hidrate (conțin molecule de apă în structura lor chimică). Însă, ceva diferă cele două minerale apropiate: tyuyamunit are sistemul de cristalizare ortorombic, iar carnotitul monoclinic. Aspectul sau habitusul cristalelor rare este adesea solzos (aspect de solzi, asemenea micei).
Ambele minerale sunt găsite asociate, și se disting între le prin mijloace mai dificile efectuate doar în laborator. 
În afară de faptul că este puternic radioactiv, tyuyamunitul este luminescent galben-verzui. Acesta mai conține 6 până la 10 molecule de apă de cristalizare; în cazul în care se află mai puțin de 6 molecule de apă, mineralul se numește metatyuyamunit.

## Protecție
Tyuyamunitul este un mineral radioactiv ce conține uraniu și trebuie ținut departe de om, și trebuie depozitată bine, fără ca praful făcut de acesta (este extrem de periculos) să nu ajungă în contact cu nicio ființă.